# Pieśni dalekiej Ziemi
Pieśni dalekiej Ziemi (tyt. oryg. The Songs of Distant Earth) – powieść science fiction z 1986 roku autorstwa Arthura C. Clarke’a, opowiadająca o umiejscowionej w odległej przyszłości utopijnej ludzkiej kolonii, którą odwiedzają podróżnicy ze skazanej na zagładę Ziemi.
Książka zawiera apokaliptyczne, ateistyczne i utopijne idee, a także omawia efekty długotrwałej podróży międzygwiezdnej i aspekty życia pozaziemskiego.